# A meztelen igazság (Így jártam anyátokkal)
A meztelen igazság az Így jártam anyátokkal című amerikai televízió-sorozat hetedik évadának második epizódja. Eredetileg 2011. szeptember 19-én vetítették, míg Magyarországon 2012. október 15-én.
Ebben az epizódban Marshall attól fél, hogy nem kapja meg álmai állását, ha kiderülnek részletek a múltjából az interneten. Eközben Ted azon gondolkodik, kit vigyen el magával az építészbálra.

## Cselekmény
Marshall még mindig másnapos Punchy esküvője után, és ezért tesz egy meredek kijelentést: soha többé nem fog inni. Jövőbeli Ted elmondja, hogy Marshall ilyen kijelentései soha nem jöttek be, és már másnap megszegte a fogadalmát. Míg a lakásban vannak, Marshallt telefonon felhívja Garrison Cootes, a Honeywell & Cootes cégtől. Ez a cég Amerika egyik legnagyobb környezetvédelmi ügynöksége, és remek hírrel szolgálnak. Felveszik Marshallt – miután egy kicsit utánanéznek a múltjának. Marshall emiatt aggódni kezd, mert még az egyetemen készült róla egy videó, ami felkerült az internetre. Ezen részegen és meztelenül tombol, mint Sörkules. Megkeresi a volt évfolyamtársát, Pete Durkersont, hogy szedje le a netről a felvételt. Pete azt mondja neki, hogy rendben, de csak akkor, ha legyőzi őt "Piakezű Edward" játékban. Ez sikerül is, viszont Marshall ettől megint lerészegedik és megint Sörkulest játszik, ami ismét felkerül a netre. Ezt Pete már nem akarja leszedni, így Lilynek kell megzsarolnia őt olyan információkkal, amit az évfolyamtársnőitől tudott meg. Végül is mindegy lesz, mert Garrison látja a videót, és ennek ellenére is felveszi Marshallt.
Eközben Barney, aki randira készül Norával, mankóval és begipszelt lábbal jelenik meg a bárban: megjátssza, hogy sérült, csak hogy szimpátiát keltsen maga iránt. Még egy nyakmerevítőt is beújít. Nora a randin észreveszi a trükköt és távozni akar, de Barney ekkor őszintén bevallja, hogy azért hazudott, mert nagyon tetszik neki, és úgy gondolja, Nora túl jó hozzá. Megígéri, hogy többé nem hazudik neki, és megkéri őt, hogy kérdezzen tőle bármit. Nora megkéri, hogy mesélje el az összes piszkos trükköt, amivel nőket szedett fel. El is kezdi sorolni, és amikor azt mondja, hogy egyszer még "bőrszínt is váltott", a szomszéd asztalnál ülő nő is felkapja a fejét – Barney őt is átverte. Nora undorral ismét távozni akar, de Barney azt mondta, hogy mivel megígérte, hogy többé nem hazudik neki, most kijelenti: addig marad a bárban, amíg el nem jön egy második randira. Kilenc órával később itt fedezik fel őt a többiek: tartotta magát a szavához. Még Nora is visszajön, és imponál neki Barney kitartása.
Ted kihasználja, hogy a New York magazin címoldalára került, és ezzel kezd el csajozni. Összebarátkozik 16 nővel, és ebből a végén kettővel randizik is. Lily és Robin segítségét kéri, hogy eldöntse, melyikükkel menjen az építészbálra. Robin szerint unalmas az egész, aztán megtudja, hogy Lenny Kravitz is ott lesz, akinek nagy rajongója, és már ő is szeretne elmenni. Ted akkor dönt úgy, hogy Robint viszi magával, amikor látja, hogy Barney és Nora milyen jól megvannak. Robinnak a bálon nagy csalódás lesz, amikor megtudja, hogy Lenny Kravitz valójában Leonard Kravitz, egy idős építész. A bosszús Robin lelép és otthagyja Tedet. Jövőbeli Ted ekkor elmeséli, milyen az, amikor az ember nagyon gyorsan és teljes bizonyossággal szerelmes lesz. A vendégek között ugyanis ekkor észreveszi Victoriát, akit hat éve nem látott... 

## Kontinuitás
- Miközben Marshall maga után kutakodik a neten, számos információ felbukkan a képernyőn: a hite a loch ness-i szörnyben ("A párkereső"), az Eriksen család és az általuk kitalált játék ("A pulykával tömött pocak"), a Vanília Villám becenév ("A lehetségtelen"), Marshall zenekara ("Befejezetlen").
- Ted a "Kettő után semmi jó nem történik" című epizód után először találkozik Victoriával.
- Ted ismét érveket és ellenérveket rangsorol, mint az "Én nem az a pasi vagyok" című részben.
- Marshall "Az ugrás" című részben hozott még megy egy elhatározást, miszerint soha többé nem eszik bordát. Utóbb ezt kijavította: csak Ted jelenlétében nem.
- Ted az egyik lányt azért akarta lepattintani, mert az a randi után nem nyúlt a tárcájáért, hogy felesben fizessenek. Hasonló történt a "Duplarandi" című részben.
- Nora még mindig dühös Barneyra, amiért hazudott a "Szívzűrök" című részben.

## Jövőbeli visszautalások
- Ted végül "A kacsás nyakkendő" című részben találkozik Victoriával.
- Barney és Nora ugyanabban az étteremben vannak, ahol Robin és Kevin randiznak majd a "Tanulmányi kirándulás" című részben.
- Mikor Marshall megfogadta, hogy soha többé nem iszik, egy jövőbeli bevágás mutatta meg, hogy ez nem lesz igaz. A jelenetben Barney áll mellette egy kaszinóban, ő zsetonokat dobál és magát megint Sörkulesnek hívja. Ez a "Jófajta hülyeség" című epizódban történik majd meg.
- Garrison Cootes társa, Honeywell, az "Ajánlom magamat" című részben szerepel.
- Barney elmesél pár korábbról ismert trükköt: amikor elhitette egy nővel, hogy a farka kívánságokat teljesít (az Anya barátnője, Kelly volt az, az "Így jártam apátokkal" tanúsága alapján), illetve megjátszotta, hogy leszbikus ("Én szeretem New Jersey-t"),

## Érdekességek
- Öklös és Pete Durkerson ugyanazon felhasználói név alatt (sTeWh525) töltötték fel videóikat.
- Egy törölt jelenetben Marshall levideózta, ahogy táncol, de leverte közben a kamerát.
- Barney azt mondja Norának, hogy "érted megéri megváltozni". Ezt eredetileg Jack Nicholson mondta a "Lesz ez még így se!" című filmben.

## Vendégszereplők
- Nazanin Boniadi – Nora
- Martin Short – Garrison Cootes
- Jimmi Simpson – Pete Durkerson
- Ashley Williams – Victoria

## Zene
- The Kinks – Victoria

## Fordítás
Ez a szócikk részben vagy egészben  a   The Naked Truth (How I Met Your Mother) című angol Wikipédia-szócikk ezen változatának fordításán alapul.  Az eredeti cikk szerkesztőit annak laptörténete sorolja fel. Ez a jelzés csupán a megfogalmazás eredetét és a szerzői jogokat jelzi, nem szolgál a cikkben szereplő információk forrásmegjelöléseként.